# Комарова (Пышминский муниципальный округ)
Комарова — деревня в Пышминском городском округе Свердловской области России.

## Географическое положение

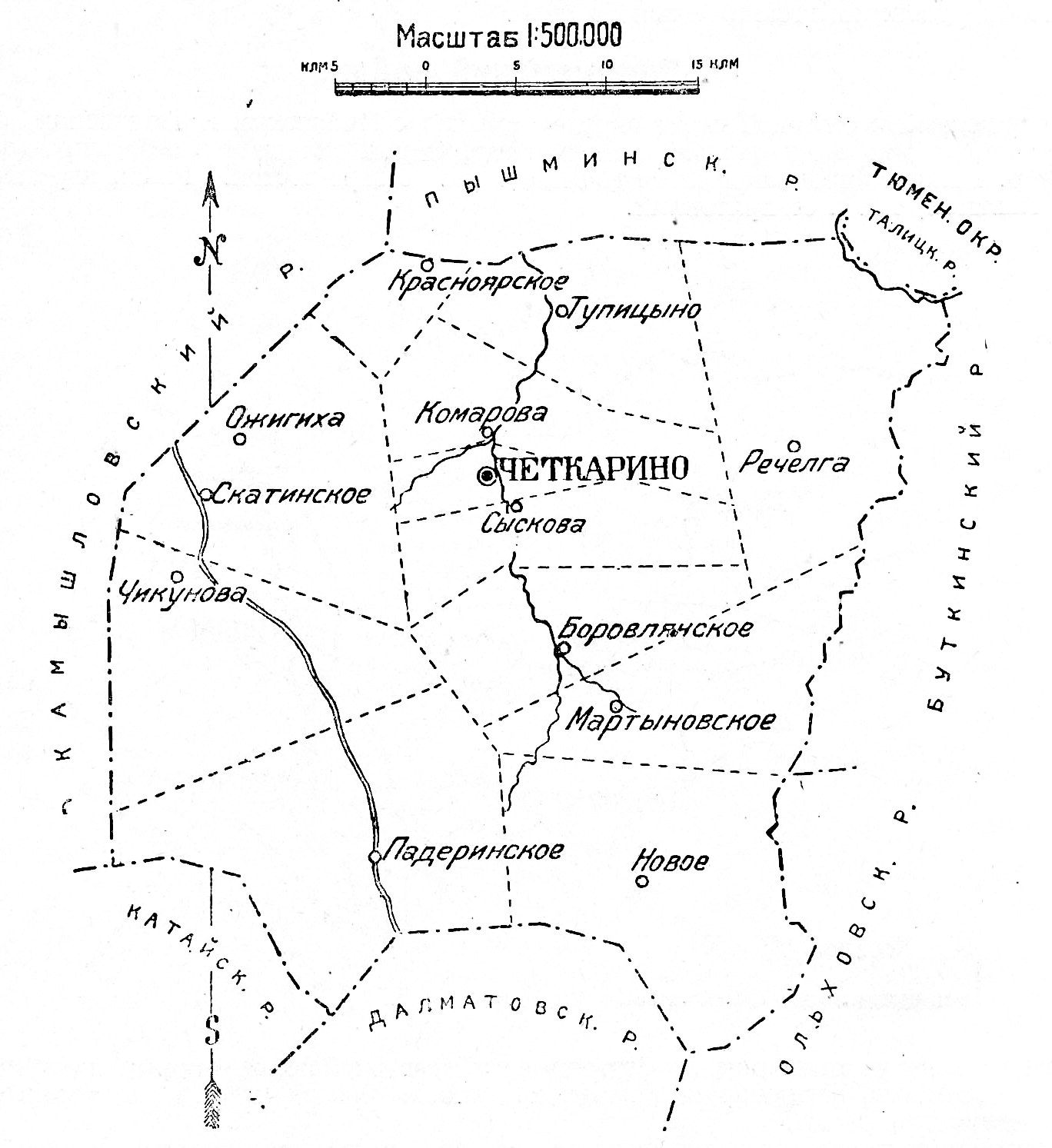
Комарова на схеме Четкаринского района; 1928 год

Деревня Комарова расположена в 23 километрах (по дорогам в 25 километрах) к югу от посёлка Пышма, на левом берегу реки Дерней (правого притока реки Пышмы) и на левом берегу реки Камышки — левого притока Дернея. На противоположном берегу Камышки и чуть выше по течению Дернея расположена соседняя деревня Русакова.

## Население
| 2002 | 2010 | 2021 |
| ---- | ---- | ---- |
| 248  | ↗259 | ↘174 |